# Кафр-Батна (нохія)
Кафр-Батна (араб. ناحية كفر بطنا) — нохія у Сирії, що входить до складу району Провінція Дамаск-Центр провінції Дамаск. Адміністративний центр — м. Кафр-Батна.